# オースト・ハウス

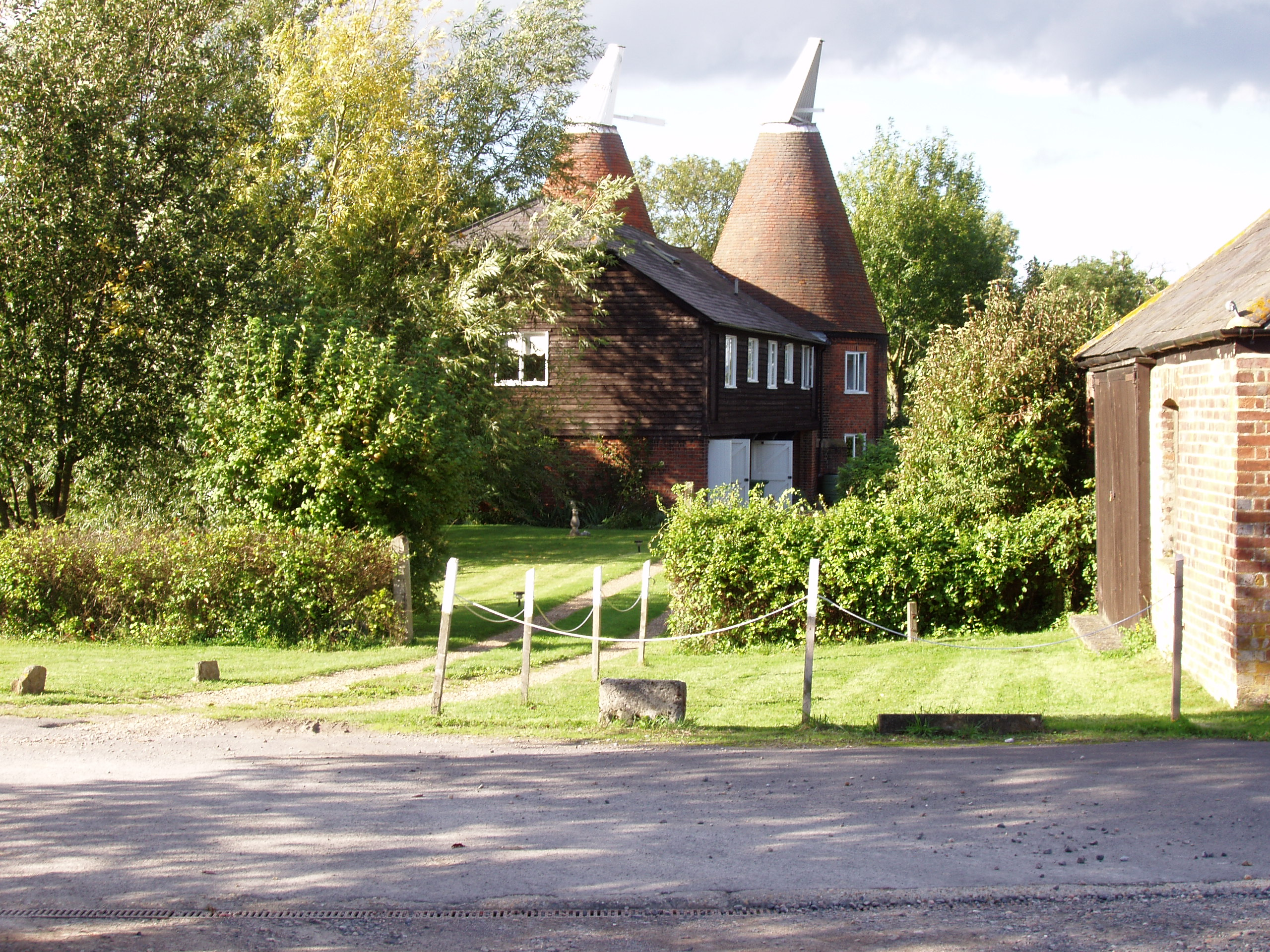
ケント州タンブリッジ・ウェルズ付近の村に存在するオースト・ハウス
現在は住居として用いられている。

オースト・ハウス (oast house) とはイングランドにおいてケント州およびサセックス州を中心に存在する土着の建築物。醸造過程に必要なホップの乾燥に使用される。内部は3から4のホップを広げる層で仕切られており、床に据え付けた窯で木材または木炭を燃やすことでホップを乾燥させる。層は薄く穴があけられており、熱が浸透しやすいように作られている。栽培したばかりの新鮮なホップをここで乾燥させ、次の醸造工程へとまわされる。
現在も残されている最古のオースト・ハウスはクランブルックのタンブリッジ・ウェルズにあるもので、1750年頃に建設されたとされている。ホップの乾燥自体は、16世紀にホップがイングランドに伝わった直後から行われていた。初期のオースト・ハウスは単に納屋を改造しただけのものであったが、19世紀になると円形をした独特の家屋が建てられるようになった。さらに20世紀になると建設が容易な矩形のオースト・ハウスも導入されている。1930年代には電動ファンとディーゼル機関を用いるようになった。
現代的な醸造においてホップは工場において機械的に乾燥されている。役目を終えたオースト・ハウスの多くは住居へと改造されているが、往年の状態を良く保っているベルトリング付近のオースト・ハウスがミュージアムとして保存されている。